# PGC 57043
LEDA/PGC 57043 ist eine Linsenförmige Galaxie mit aktivem Galaxienkern vom Hubble-Typ S0 im Sternbild Herkules am Nordsternhimmel, die schätzungsweise 428 Millionen Lichtjahre von der Milchstraße entfernt ist. Die Galaxie gilt als Mitglied des Herkules-Galaxienhaufens Abell 2151.

Im selben Himmelsareal befinden sich u. a. die Galaxien NGC 6039, NGC 6045, NGC 6047, NGC 6050.